# Arnex-sur-Nyon

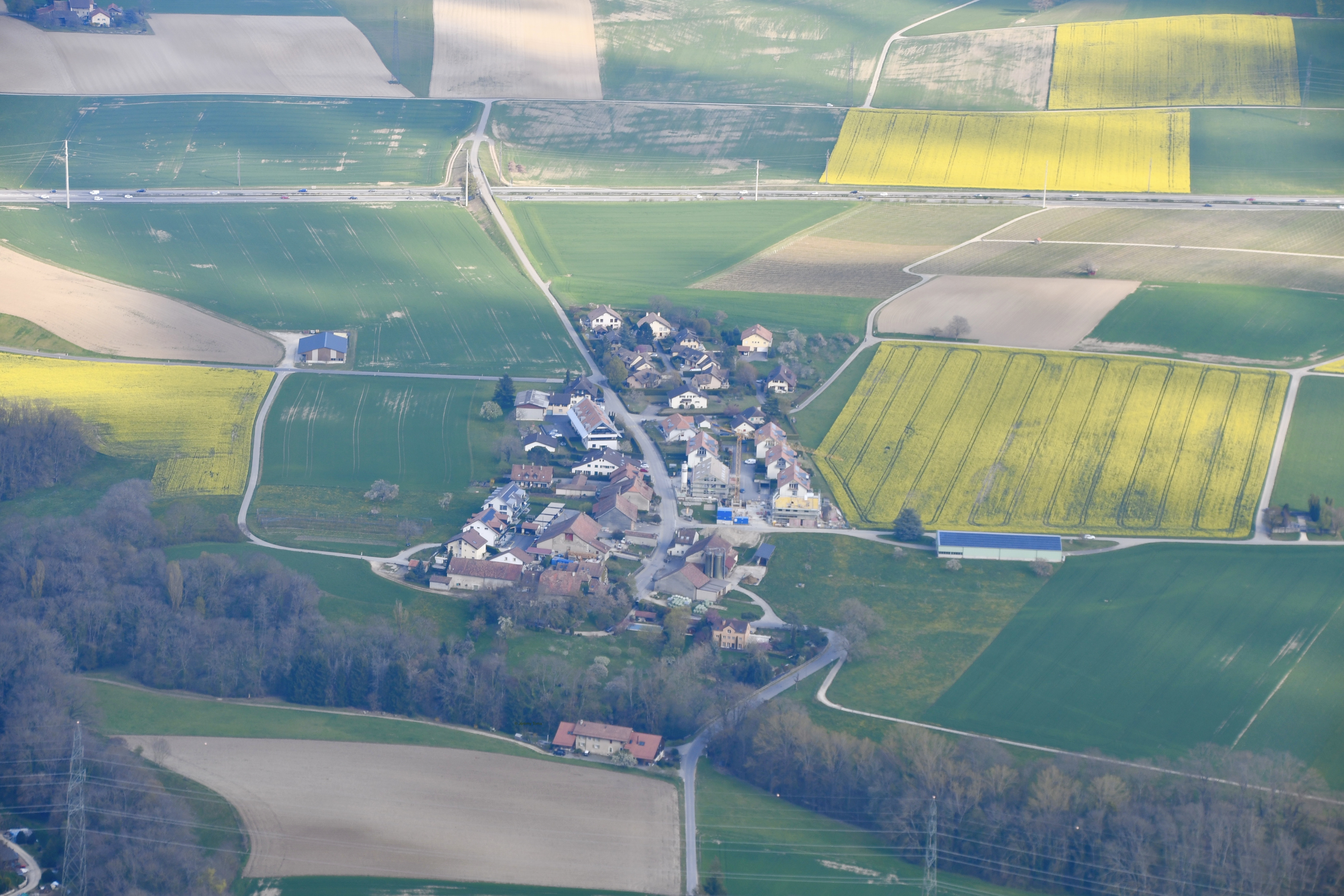
Arnex-sur-Nyon (Flugaufnahme) 2021

Arnex-sur-Nyon ist eine politische Gemeinde im Distrikt Nyon des Kantons Waadt in der Schweiz.

## Geographie
Arnex-sur-Nyon liegt etwa 2 km Luftlinie von der französischen Grenze auf 454 m ü. M., 3,5 km westlich des Bezirkshauptortes Nyon (Luftlinie). Das Dorf erstreckt sich südlich des Flüsschens Boiron de Nyon in der Ebene zwischen dem Genfersee und dem Jura.
Die Fläche des nur gerade 2,0 km² grossen Gemeindegebiets umfasst einen Abschnitt der Ebene am Jurafuss. Im Norden fliesst der Boiron in einem Tälchen durch das Gemeindegebiet. Nach Südwesten reicht der Gemeindeboden bis in den Wald von Maillefer, in dem mit 473 m ü. M. die höchste Erhebung von Arnex-sur-Nyon erreicht wird. Von der Gemeindefläche entfielen 1997 10 % auf Siedlungen, 14 % auf Wald und Gehölze und 76 % auf Landwirtschaft.
Zu Arnex-sur-Nyon gehören einige Einzelhöfe. Nachbargemeinden von Arnex-sur-Nyon sind Crans (VD), Eysins, Borex und Crassier.

## Bevölkerung
Mit 244 Einwohnern (Stand 31. Dezember 2023) gehört Arnex-sur-Nyon zu den kleinsten Gemeinden des Kantons Waadt. Von den Bewohnern sind 61,8 % französischsprachig, 29,4 % englischsprachig und 1,5 % spanischsprachig (Stand 2000). Die Bevölkerungszahl von Arnex-sur-Nyon belief sich 1850 auf 100 Einwohner, 1900 auf 79 Einwohner. Nachdem 1980 nur noch 62 Einwohner gezählt wurden, setzte eine Bevölkerungszunahme mit einer Verdoppelung der Einwohnerzahl innerhalb von 20 Jahren ein. Seit dem Mittelalter ist der Ort also nicht wesentlich gewachsen.

## Wirtschaft
Arnex-sur-Nyon war bis in die zweite Hälfte des 20. Jahrhunderts ein hauptsächlich durch die Landwirtschaft geprägtes Dorf. Heute konzentriert sich die Landwirtschaft dank der fruchtbaren Böden auf den Ackerbau, an einem Hang südlich des Dorfes wird Weinbau betrieben. Weitere Arbeitsplätze sind im Dienstleistungssektor vorhanden. In den letzten Jahrzehnten hat sich das Dorf zu einer Wohngemeinde entwickelt. Viele Erwerbstätige sind Wegpendler, die vor allem in Nyon und in Genf arbeiten.

## Verkehr
Die Gemeinde liegt zwar abseits grösserer Durchgangsstrassen, ist aber trotzdem gut erschlossen. Die Hauptzufahrt erfolgt von Nyon. Der Autobahnanschluss Nyon an der A1 (Genf-Lausanne), die am Dorf vorbeiführt, ist rund 4 km vom Ortskern entfernt. Durch den Postautokurs, der von Nyon nach Coppet verkehrt, ist Arnex-sur-Nyon an das Netz des öffentlichen Verkehrs angebunden.

## Geschichte
Die erste urkundliche Erwähnung des Ortes erfolgte 1154 unter dem Namen Arnai, später erschien die Schreibweise Arnay. Der Ortsname geht vermutlich auf den lateinischen Personennamen Arnius zurück. Von der ersten Nennung bis zu Beginn des 14. Jahrhunderts gehörte das Dorf den Edlen von Arnex, die vermutlich Vasallen der Herren von Prangins waren. Auch die Zisterzienserabtei Bonmont und die Herren von Gingins hatten Grundbesitz in Arnex-sur-Nyon. 1293 kam die Oberhoheit über Arnex-sur-Nyon an das Haus Savoyen. Ab 1432 unterstand der Ort dem Priorat Ripaille.
Mit der Eroberung der Waadt durch Bern im Jahr 1536 kam Arnex-sur-Nyon unter die Verwaltung der Vogtei Nyon. Nach dem Zusammenbruch des Ancien Régime gehörte das Dorf von 1798 bis 1803 während der Helvetik zum Kanton Léman, der anschliessend mit der Inkraftsetzung der Mediationsverfassung im Kanton Waadt aufging. 1798 wurde es dem Bezirk Nyon zugeteilt. Arnex-sur-Nyon besitzt keine eigene Kirche, es gehört zur Pfarrei Crassier.